# USAs volleyballlandshold (damer)
USAs volleyballlandshold er USAs landshold i volleyball. Holdet er et af verdens bedste landshold. Det har vundet sommer-OL en gang (2020) og VM en gang (2014). Holdet har vundet det nordamerikanske mesterskab 8 gange.